# Inséparable à joues noires
Agapornis nigrigenis
Espèce
Statut de conservation UICN

 VU C2a(ii) : Vulnérable
Statut CITES
L'Inséparable à joues noires (Agapornis nigrigenis) est une espèce d'oiseau appartenant à la famille des Psittacidae. Ce véritable petit perroquet africain est proche de l'Inséparable masqué (Agapornis personatus).
C'est la seule espèce d'Agapornis à être menacé d'extinction à cause de la diminution des ressources en eau dans son milieu naturel. Il est probable qu'il passe en appendice I de la CITES dans les prochaines années, même s'il est très répandu en captivité.

## Description
Cet oiseau présente un masque et les joues noirs, le sommet de la tête et la gorge brun rougeâtre. Les ailes sont vertes avec les rémiges externes plus foncées.
Cet oiseau mesure environ 13 cm.

## Répartition
Cet oiseau est quasi-endémique à la Zambie. Il vit dans le parc national de Kafue, le long du Zambèze jusqu'aux chutes Victoria.